# 24 години (фільм, 2000)
«24 години» (рос. 24 часа) — російський кінофільм 2000 року.

## Сюжет
Професійний убивця Фелікс на прізвисько "Брилліант" співпрацює з «профспілкою кілерів». Його останнє замовлення зробив злодій у законі на ім'я Коста.
Згодом власник клубу «Нафтовик» — Галим — через посередників попереджає Фелікса, щоб той відмовився від цього завдання. Попри застереження, Фелікс виконує замовлення, після чого розгортається заплутана гра, у якій мисливець сам стає здобиччю. Тепер посередник, який не зумів виконати наказ Галима — «зберегти життя його людині» — отримує грізне попередження: «24 години, Льово, інакше закопаю тебе на три метри під землю й поставлю пам'ятник Дзержинському». У в'язниці Фелікс надовго не затримується — він тікає з одиночної камери разом із охоронцем. Але дуже швидко Фелікс усвідомлює, що попередження було серйозним…
За вмістом «душевних» розмов Фелікса із Зондером, поінформованості Льва Шаламова та обіцянки Галима «поставити пам’ятник» стає зрозуміло, що всі вони, найімовірніше, раніше служили разом у профспілці кілерів.
Втеча з тюрми стає початком смертельно небезпечного переслідування. У Фелікса є лише 24 години, щоб дістатися до омріяного пункту призначення — далекого теплого острова, де на нього чекає кохана жінка й гонорар за останнє замовлення. У той же час брати Шаламови також мають 24 години, аби усунути Фелікса. Якщо молодший брат, захоплений кокаїном, не одразу усвідомлює всю небезпеку ситуації, то старший чудово розуміє: після цього завдання вони можуть більше ніколи не повернутися до затишного заміського будинку…
Музичний супровід фільму: гурт «Моральный кодекс».

## У ролях
| Актор                 | Роль                      |
| --------------------- | ------------------------- |
| Максим Суханов        | Фелікс                    |
| Андрій Панін          | Льова Шаламов             |
| Георгій Тараторкін    | «Генерал»                 |
| Михайло Козаков       | Коста                     |
| Олександр Атанесян    | Галим Ільязович           |
| Ігор Старигін         | адвокат Косарьов          |
| Олександр Тютін       | Зондер                    |
| Андрій Чернишов       | Умар                      |
| Юрій Сисоєв           | Тунгус                    |
| Давид Тетруашвілі     | Анзор                     |
| Олександр Балабушевич | Паша                      |
| Сергій Новіков        | Гарік Шаламов             |
| Юрій Петров           | людина з «профспілки»     |
| Володимир Єрьомін     | Верник                    |
| Олександр Наумов      | Олег Сотник               |
| Ірина Дмитракова      | Аня                       |
| Дмитро Мухамадєєв     | сержант                   |
| Дмитро Дюжев          | сержант охорони СІЗО      |
| Михайло Петровський   | комп'ютерщик «профспілки» |
| Наталія Рогожкіна     | Люся                      |
| Тетяна Самойлова      | мама братів Шаламових     |
| Володимир Ляховицький | Латипов                   |

## Знімальна група
- Автор сценарію: Наталія Корецька
- Режисер: Олександр Атанесян
- Оператори: Олексій Родіонов і Маша Соловйова
- Художник: Віктор Петров

## Нагороди та номінації
- 2000 — Перше місце у конкурсі «Виборзький рахунок» на кінофестивалі «Вікно в Європу» — Олександр Атанесян[1]
- 2000 — Премія «Золотий овен» за найкращий режисерський дебют — Олександр Атанесян[2]
- 2000 — Номінація на «Золоту троянду» кінофестивалю «Кінотавр» — Олександр Атанесян[3]